# Catoptria petrificella
Catoptria petrificella — вид лускокрилих комах родини вогнівок-трав'янок (Crambidae).

## Поширення
Вид поширений на значній частині Європи. Присутній у фауні України.